# Uxem
Uxem är en kommun i departementet Nord i regionen Hauts-de-France i norra Frankrike. Kommunen ligger i kantonen Dunkerque-Est som tillhör arrondissementet Dunkerque. År 2022 hade Uxem 1 524 invånare.

## Befolkningsutveckling
Antalet invånare i kommunen Uxem
| Referens: INSEE |